# Cerro de las Mesas
Cerro de las Mesas es un yacimiento arqueológico en el Estado mexicano de Veracruz. Se encuentra ubicado en el área de Mixtequilla, cerca del río Papaloapan, a unos 50 kilómetros de la ciudad de Veracruz. Se trata de un asentamiento que, según la estratigrafía, estuvo ocupado entre 600 a. C. y 900 d. C., siendo un centro muy importante de la cultura epi-olmeca y de la cultura clásica de Veracruz e incluso, entre 300 d. C. y 600 d. C., la capital de una de sus regiones.
El yacimiento se encuentra en el eje oeste de la cultura olmeca. Tras su caída, algunos investigadores consideran que Cerro de las Mesas, junto con otros asentamientos, como La Mojarra o Tres Zapotes, se convirtieron en centros de la cultura epi-olmeca, e incluso de la cultura clásica de Veracruz y en el siglo III D. C.
El enclave cuenta con pequeñas fosas de agua y cientos de montones de tierra hechos por sus habitantes, a veces dispuestos en pequeños grupos. Dichos conjuntos fueron realizados en época epi-olmeca, entre 400 a. C. y 300 d. C., periodo en el cual la influencia de Teotihuacán está presente en el registro arqueológico.
Se han hallado también, de un momento cronológico posterior, 800 objetos de jade, con algunas fechas olmecas inscritas, que fueron depositados votivamente en la base de una de las montañas artificiales. Además, en Cerro de las Mesas se han hallado diferentes estelas, algunas de gran importancia. En concreto, las estelas 5, 6, 8 y 15 contienen inscripciones que se interpretan como muestras de un sistema de escritura.